# 横浜ノース・ドック
横浜ノース・ドック（よこはまノース・ドック、英語: Yokohama North Dock）は、横浜市神奈川区の横浜港「瑞穂埠頭」（みずほふとう）に所在するアメリカ陸軍及びアメリカ海軍の港湾施設。また、連合国に接収されていた時からの名称として「ノースピア (North Pier)」とも呼ばれる。

## 概要
瑞穂埠頭は外国貿易埠頭として、1925年（大正14年）に着工し1945年（昭和20年）に完成したが、終戦後には連合国の駐留軍に接収され、1952年（昭和27年）の講和条約発効以降は、日本からの提供敷地として、在日米軍が使用している。
また埠頭地域の大部分を占める当施設は、相模総合補給廠や横田飛行場の兵站拠点に運ばれる、アメリカ軍物資の陸揚げを行う埠頭地区（アメリカ陸軍所管）と、「艦隊軍事郵便センター」が置かれ、海軍艦船乗組員への軍事郵便の配達を行う郵便局地区（アメリカ海軍所管）の2地区で構成されている。
横浜ノース・ドックのデータ
- 所在地：横浜市神奈川区千若町、瑞穂町、鈴繁町
- 面積：523,554m2（約55ha ※瑞穂埠頭の総面積は79.7ha[5]）
- バース数：7バース[5]
- 管理部隊：第836輸送大隊
- 所属部隊
  - 第35補給・業務大隊司令部…全世界に4つある陸軍事前集積貯蔵 (APS) のうち「APS−太平洋」を運用する部隊。
  - 第836輸送大隊…第599輸送群（ハワイ）隷下で、配備流通コマンド (SDDC) の前方展開部隊。担当範囲はオーストラリアからタイまで及ぶ。日米合同訓練の際の陸上自衛隊資材のアメリカ本土への輸送も請け負う。
  - 軍事海上輸送コマンド極東支部 (MSC)
  - 重舟艇中隊…ラニーミード級汎用揚陸艇 の運用を行う。
- 用途：港湾用地

## 返還に関する動き

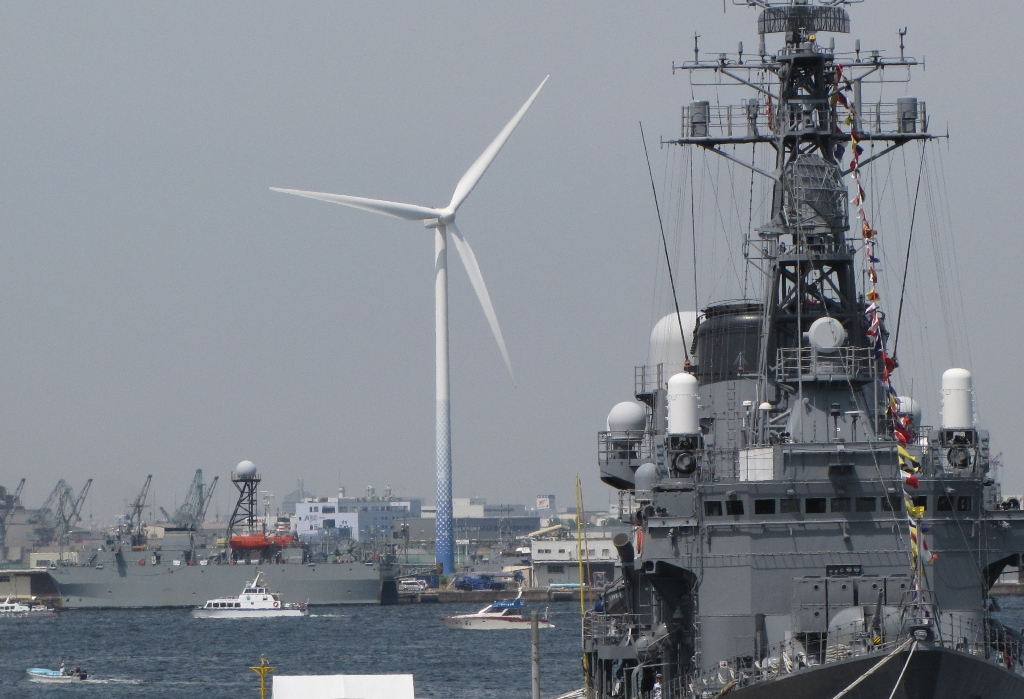
ハマウィング、右は護衛艦しらゆき（2009年当時）

- アメリカ軍に乳製品やアイスクリームを供給する「神奈川ミルクプラント」（横浜市神奈川区亀住町）が2000年3月31日横浜市に返還されたことで、横浜ノース・ドック内に乳製品倉庫のみ移転され乳製品工場は閉鎖された。なお、返還後にミルクプラントが解体され、跡地は浦島公園を拡張し整備された。
- 瑞穂埠頭内には横浜倉庫などの民間倉庫や横浜市風力発電所などが存在する。陸側と埠頭を結ぶ瑞穂橋及び埠頭外周の港湾道路は2009年3月31日に返還された。
- 2021年3月31日、使用されていなかった鉄道用のレールや周辺の土地など、約1,400 m2が返還された。
- 将来の横浜都心臨海部・インナーハーバーにおける整備指針となる「海都横浜構想2059」では、完全返還後の瑞穂埠頭を水上交通（シーバス）の要としており、具体的にはみなとみらい地区やポートサイド地区、山下公園、大黒埠頭などから瑞穂埠頭へ直接往復便のシーバスを運行させるとしている。また、インターナショナルパークの整備や60haの敷地を1haずつ様々な国に貸し出し、国際情緒豊かなオフィス、パビリオンなどを整備する構想も出ている[6][7]。

## その他
- 陸上自衛隊中央輸送隊が、施設内の建物を事務所、倉庫として共同使用している。
- 近年、極東海域で中国人民解放軍海軍の潜水艦の活動が活発になってきているため、アメリカ海軍が所有する海洋監視艦5隻すべてが、極東に投入されており、横浜ノース・ドックを「事実上の母港」として使用している[8]。
- JR貨物東高島駅より専用線が分岐していた。この専用線はかつては国鉄高島線の貨物支線である瑞穂支線であり、また、横浜ノース・ドックにあたる位置に瑞穂駅（貨物駅）が設置されていたが、1958年の専用線転用に伴い国鉄の駅としては廃止された。その後、前述の通り専用線の使用終了によって2021年に鉄道施設が日本側へ返還されている。
- 横浜市交通局の路線バス（46系統）が東神奈川駅東口から運行されていたが、千若町2丁目 - 瑞穂岸壁間は在日米軍敷地内のため、IDカードの発行を受けた者しか利用できなかった[9]。また本数も朝7時台に2往復のみ（土曜・休日運休）と少なかった（16時台の便もあったが路線廃止前に減便された）。2013年3月29日の運転分を持って路線が廃止された[10]。最寄りバス停は46系統の一部分を承継した横浜市営バス48系統の千若町2丁目バス停。